# 卡里亚斯
卡里亚斯，是西班牙卡斯蒂利亚-莱昂布尔戈斯省的一个市镇。总面积13平方公里，总人口42人（2001年），人口密度3人/平方公里。